# Astro Warna
Astro Warna是馬來西亞Astro拥有的频道，该频道全天候24小时播出本地及海外环境剧、情景剧及综艺节目。该頻道以马来语播出。 该頻道开播前，所有环境剧及情景剧已在Astro Prima播出，2009年6月1日起，改由Astro Warna播出。2015年1月1日起，新加坡星和視界用户将能够观赏该频道播出的节目。 2024年12月3日，Astro Warna马来西亚版被同名的隨選視訊取代。而新加坡StarHub TV播出的海外版不受影响。

## Astro Warna HD
Astro Warna HD是Astro第四個马来语高清頻道，於2017年6月5日正式啟播。该频道於其標清频道同步播出所有節目。